# Cascade du moulin de Vermondans
La cascade du moulin de Vermondans est une chute d'eau située sur la commune de Plaimbois-Vennes dans le département du Doubs.

## Description
Située dans une petite reculée perpendiculaire à la vallée de la Reverotte, la cascade du moulin de Vermondans est une chute d'eau  formée par le ruisseau souterrain du même nom, affluent rive droite de la Reverotte. Peu après son apparition, le ruisseau  dégringole la falaise sur une hauteur de 25 mètres en créant de beaux massifs de tuf. Il alimentait ensuite, au travers d'une retenue d'eau, un moulin, datant de 1512, qui a fonctionné plus de quatre cents ans jusqu'en 1952. Jusqu'à 4 usines ont fonctionné à proximité dont une scierie qui a été incendiée en 1945.

## Protection - Tourisme
La cascade du moulin de Vermondans est facile d'accès grâce à la petite route qui relie la vallée de la Reverotte, en bas de Pierrefontaine-les-Varans, au village de Plaimbois-Vennes. La cascade se trouve au niveau d'un virage en épingle à cheveux qui bénéficie d'un parking. Juste en contrebas, se trouve encore un bâtiment de l'ancien moulin qui a été restauré.
A proximité, en montant vers Plaimbois-Vennes, on peut aussi découvrir le calvaire de Pierre Lamadou érigé à la mémoire de cet ermite qui a vécu pendant quarante-cinq ans (de 1747 à 1792) dans une grotte proche.
La source et la cascade font partie des sites inscrits du Doubs par la DREAL.

## Spéléologie
En haut de la cascade, le ruisseau sort d'une galerie naturelle de section elliptique. En basses eaux, les 650 premiers mètres peuvent être parcourus sans équipement. Au-delà, les spéléologues peuvent encore progresser d'un peu moins de 2 kilomètres moyennant le franchissement de 9 siphons.

## Galerie

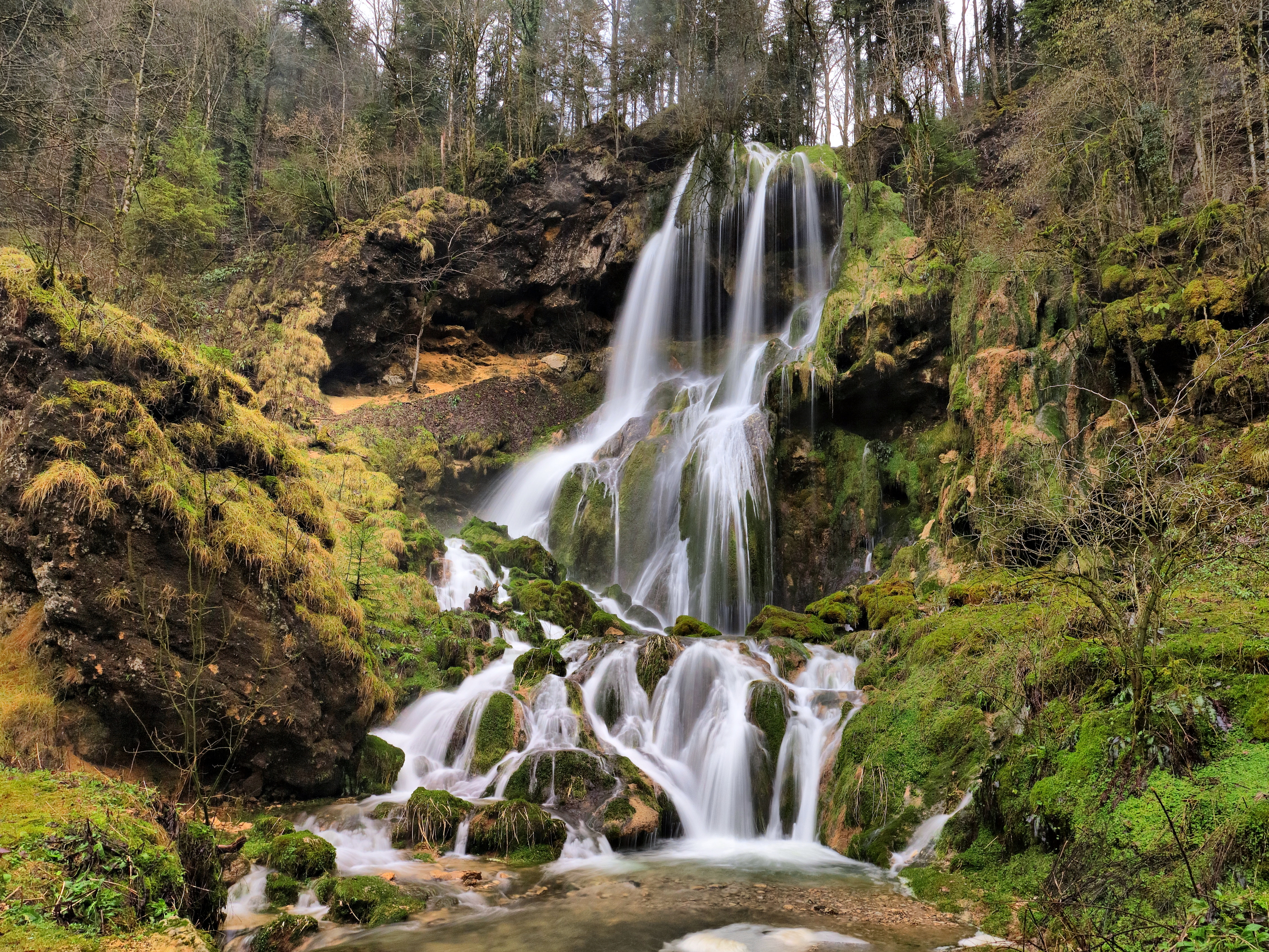
Autre vue de la cascade.
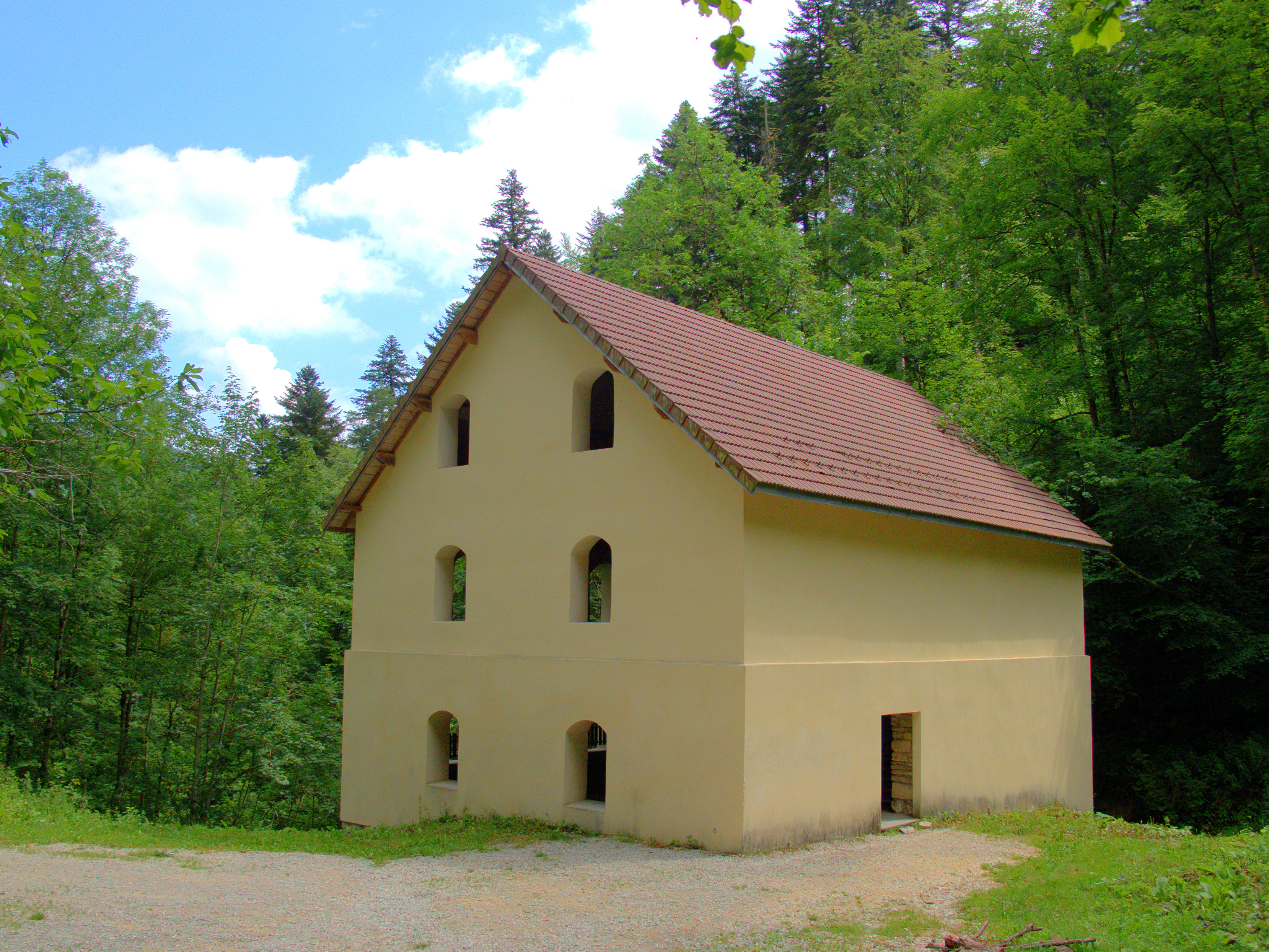
Le moulin de Vermondans, ancien moulin à grains restauré.
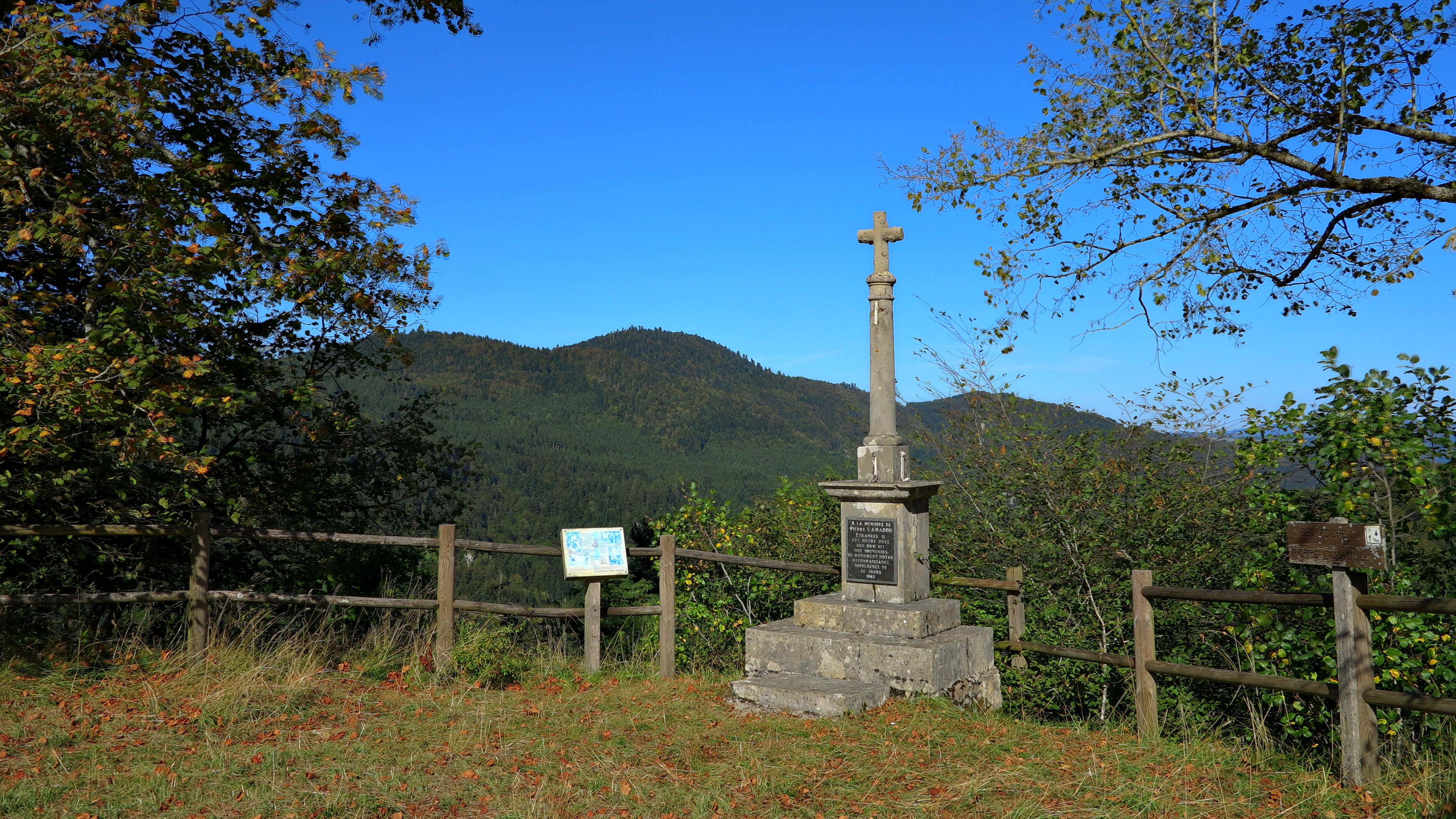
Le calvaire de Pierre Lamadou.